# La Giraba

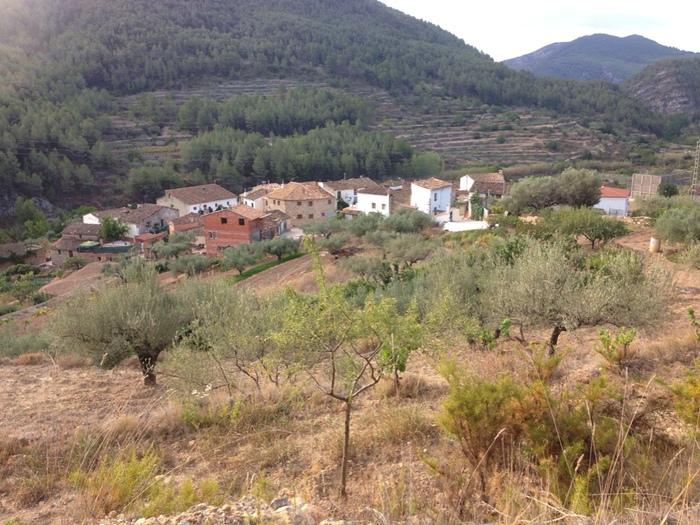
esta imagen representa el pueblo de La Giraba que tiene mucho verde y es un pueblo 100% natural.

La Giraba es una pedanía dependiente del municipio de Ludiente, comarca del Alto Mijares, provincia de Castellón. Está compuesto por dos núcleos de población: La Giraba de Abajo y La Giraba de Arriba.
La población en 2009 de los dos barrios es de 58 habitantes, distribuidos de la siguiente manera:
Giraba de Abajo, 32 hab. y Giraba de Arriba, 26 hab.
En el año 2000 contaba con 72 habitantes.
La altitud media de la población aproximada es de unos 400 metros sobre el nivel del mar.
Se encuentra a la orilla del río Villahermosa y a 1,5 kilómetros. al norte de Ludiente, su capital municipal. 
Su acceso se realiza por una carretera asfaltada que empalma con la carretera que va desde Ludiente hacia Castillo de Villamalefa.
Cuenta con una pequeña ermita en el barrio de Abajo.